# Ганье, Анри
Анри Ганье (фр. Henry Ganier), известный как Танконвиль (фр. Tanconville; 1845, Люневиль — 20 сентября 1936, Бом-ле-Дам) — французский художник.

## Биография

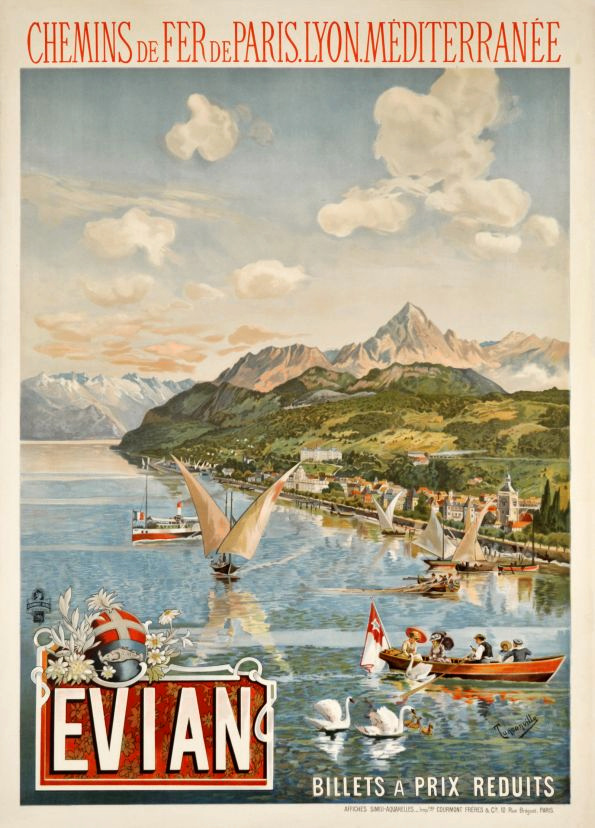
Рекламный плакат французского минерального курорта Эвиан работы Ганье, 1901.

Анри Ганье-Танконвиль родился в 1845 году в Люневиле (департамент Мёрт и Мозель, Лотарингия). С юности мечтал о военной карьере, вдохновлённый примером деда — офицера времён Наполеоновских войн, однако отец настоял, чтобы мальчик избрал юридическую карьеру. Анри Ганье окончил юридический факультет Страсбургского университета, затем работал в эльзасском Кольмаре стажёром — помощником юриста. Во время Франко-прусской войны 26-летний Ганье записался во 2-й батальон добровольцев Верхнего Рейна, где, как образованный человек, сразу же получил звание лейтенанта. Однако уже вскоре Франция проиграла войну, а Страсбург и Кольмар вместе со всем Эльзасом оказались в составе Германии. После поражения семья Ганье переехала в небольшой городок Танконвиль.
Сам Ганье в 1872 году перебрался в Нанси, где поступил на работу судебным следователем. Уже в следующем году он женился на Терезе, урождённой Арнольд, которая родила ему двух сыновей — Франсуа и Андре. Следующие 20 лет Анри Ганье проживал в Нанси и работал следователем в суде, состоял в счастливом браке, растил детей, о занятиях живописью не было и речи.
В 1892 году Ганье овдовел, а в следующем году, ощутив необходимость после пережитого сменить обстановку, оставил работу следователя. Ганье было 48 лет, его сыновья выросли, имелись и определённые сбережения. Именно в это время Ганье решил наконец-то пожить для себя. Он поселился неподалёку от Страсбурга и занялся живописью под псевдонимом Танконвиль.
Под этим псевдонимом он вскоре прославился как талантливый художник-униформист, плакатист и иллюстратор. С 1898 года Ганье-Танконвиль был главным художником одного из самых известных страсбургских журналов, «Le Grand Messager Boiteux de Strasbourg». Помимо этого, Танконвиль создавал афиши, открытки, рекламные плакаты, иллюстрировал книги, однако главной его страстью являлась униформистика. Наряду с Жобом, Юэном, Лалозом и некоторыми другими, Танконвиль создавал великолепные изображения французских офицеров и солдат, в первую очередь, Наполеоновской эпохи, причём тонкое знание униформы в его работах сочеталось с профессионализмом художника-жанриста. Особое внимание он уделял подразделениям, связанным с Эльзасом, а также малоизвестным подразделениям, чья форма не была так широко известна и популярна, как форма гвардейских частей (впрочем, изображались им и последние). Ганье также выполнил портрет своего деда в военной форме наполеоновской эпохи, отдав тем самым дань уважения человеку, который настолько сильно повлиял на его жизненный путь.
Накануне Первой мировой войны, Ганье, широко известный своими профранцузскими настроениями, был выслан из Страсбурга, остававшегося немецким. Сперва он вынужден был укрыться в Женеве от событий начавшейся войны, затем присоединился к старшему сыну в Шамбери, а когда тот погиб за Францию на поле боя в 1917 году, удалился в Бом-ле-Дам, где прожил ещё лет 20.
Помимо прочего, Ганье успел украсить своими росписями две эльзасские церкви (в Ле-Бономе и в Рюсе) и парадный зал ратуши городка Сире-сюр-Везуз (из девяти расписанных Ганье настенных панелей на сегодняшний день сохранилось шесть). Он также был известен как автор книги «Les Alsaciens dans la garde impériale et dans les corps d'élite» («Эльзасцы в Императорской гвардии Наполеона»), которую сам же и проиллюстрировал. Знавший Ганье лично историк-униформист и мемуарист Эжен Луи Бюкуа отзывался о нём как о «человеке глубокой учености, равно талантливом и как художник, и как писатель».

## Галерея

### Наполеоника

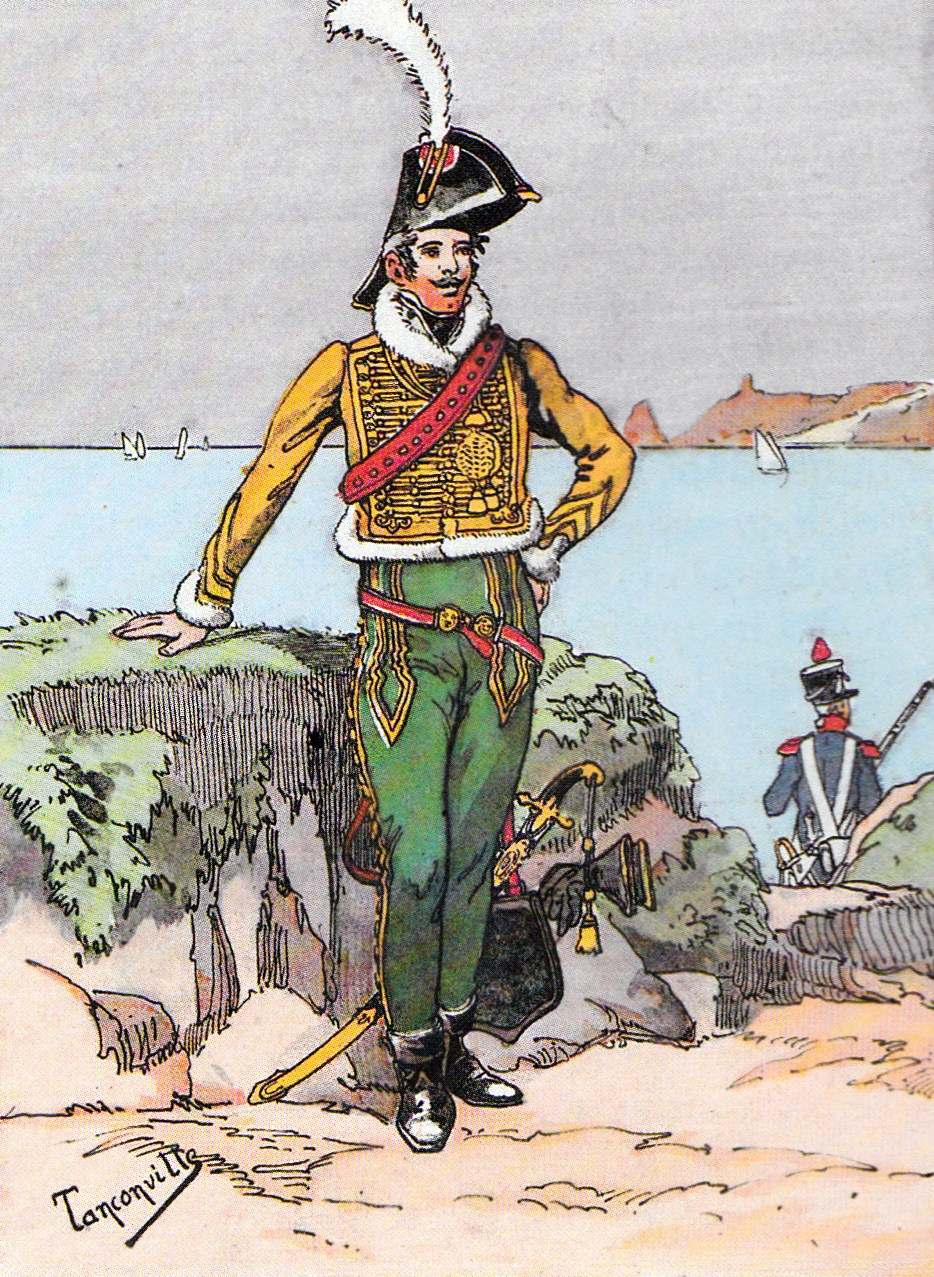
Портрет деда художника, лейтенанта Жозефа Станисласа Ганье в мундире подразделения Гидов (конных разведчиков) генерала Мортье во французской Армии Ганновера, 1803
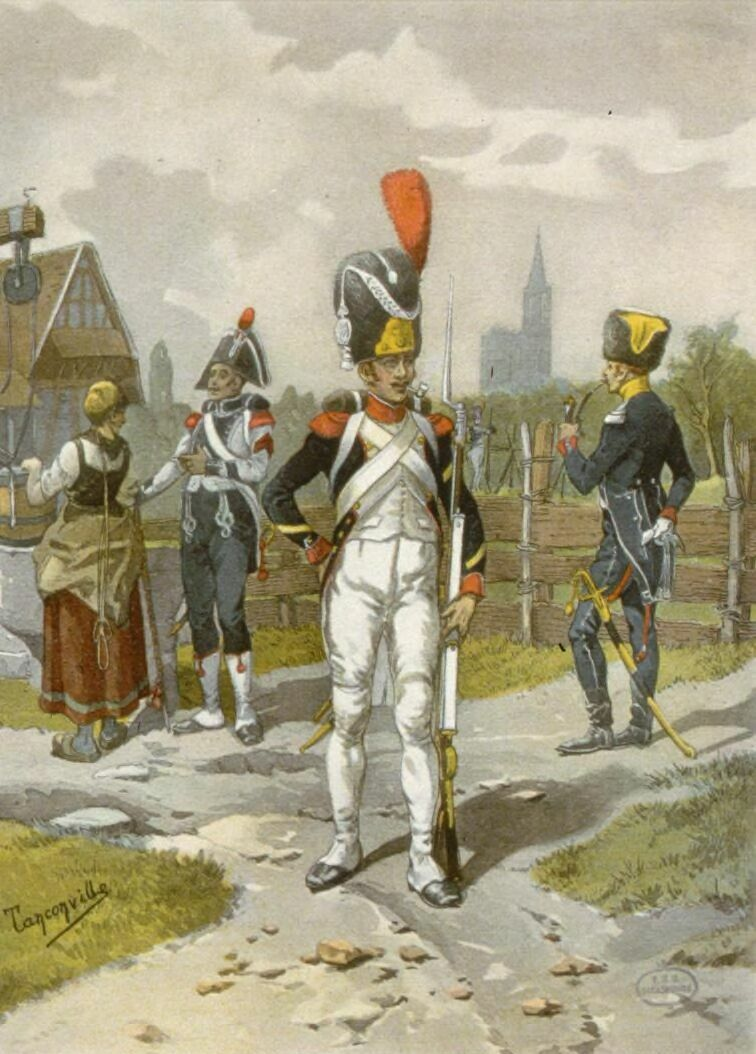
Солдаты из дивизии генерала Удино в Страсбурге, 1807
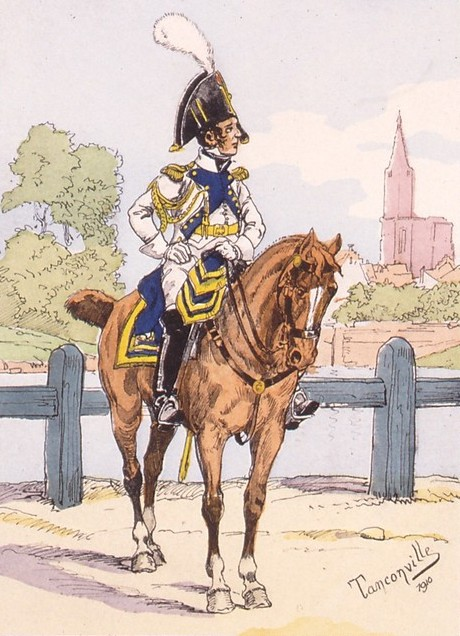
Полковник Почётной гвардии Страсбурга, 1809
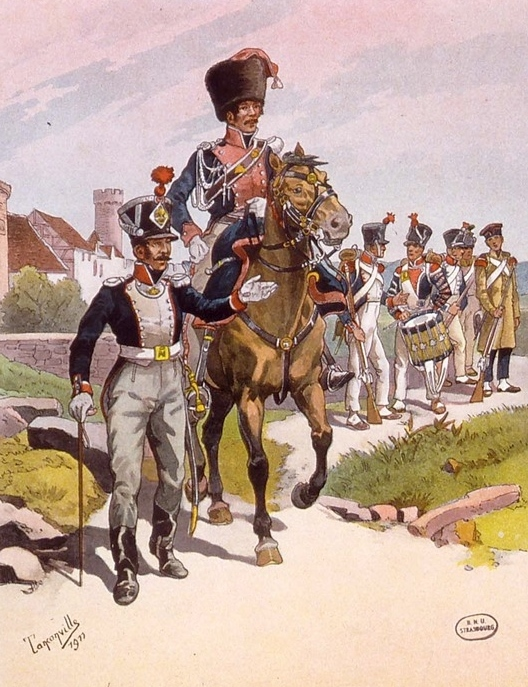
Пехотинцы Национальной гвардии и кавалерист подразделения Гидов  генерал-губернатора Страсбурга, 1813—1815
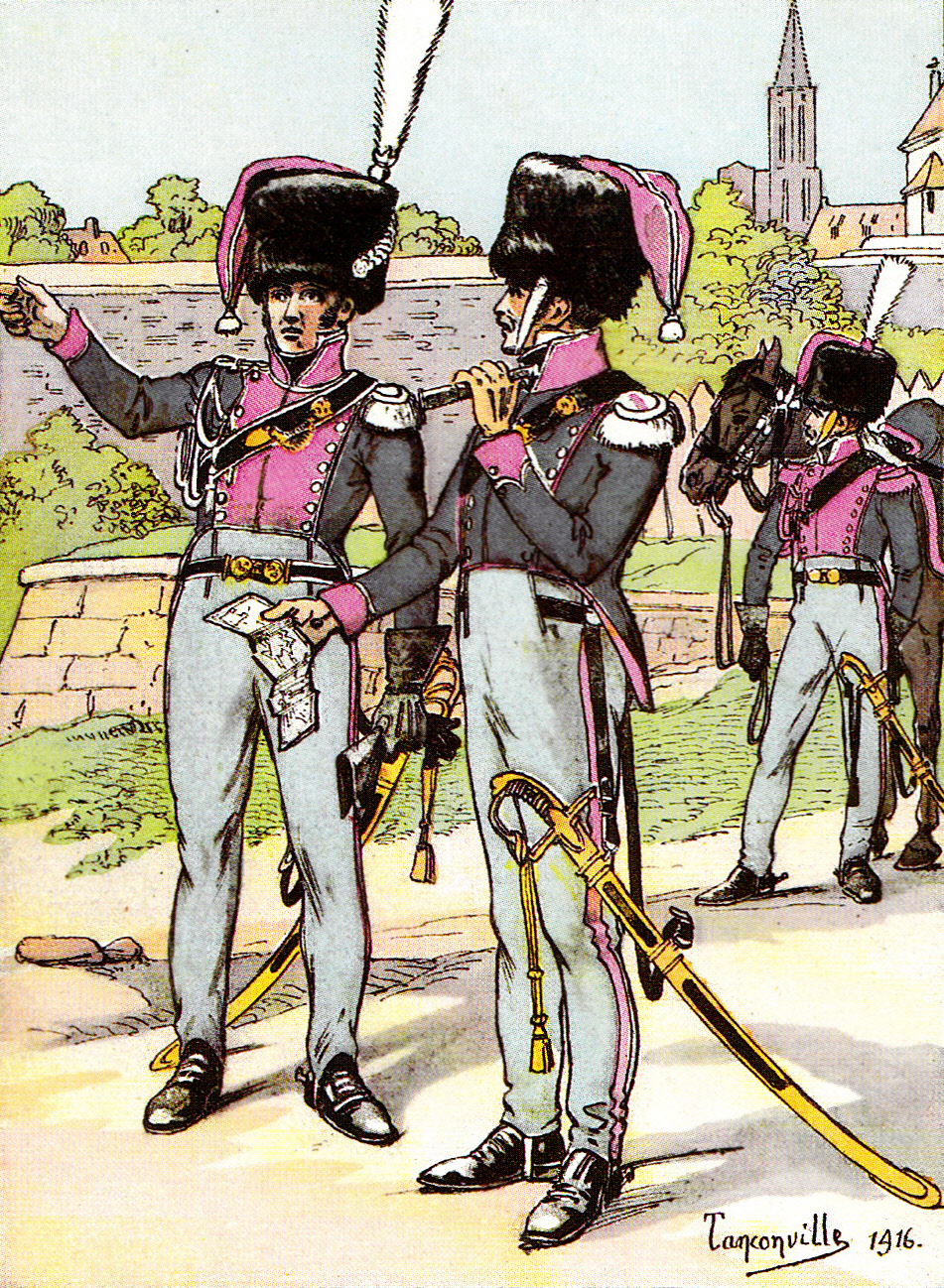
Офицеры Гидов Страсбруга
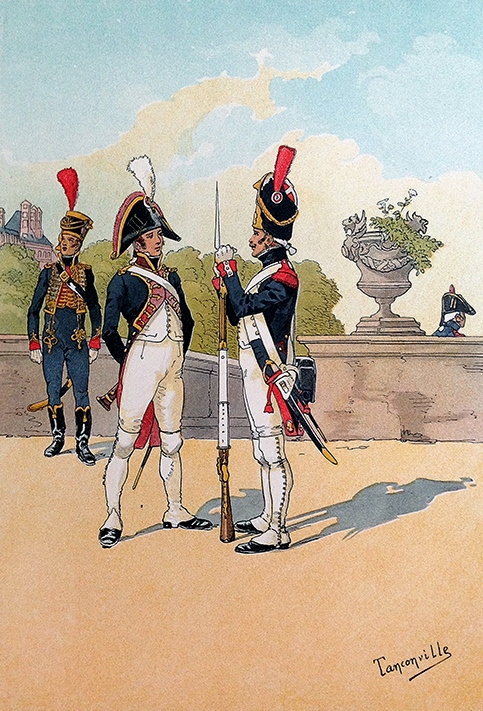
Моряк, музыкант и гренадер Консульской гвардии, ок. 1803
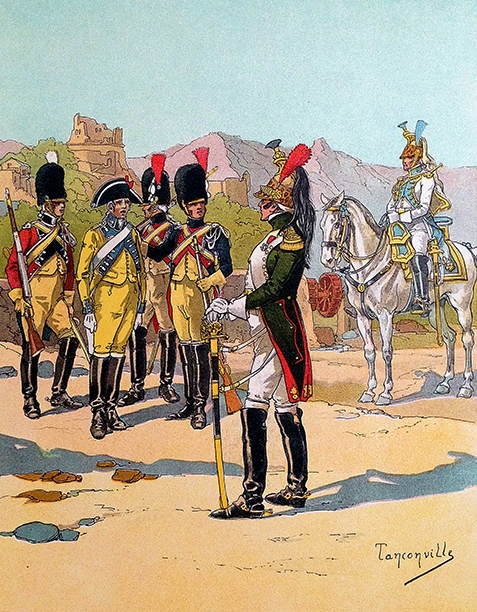
Драгуны Императорской гвардии и Отборные жандармы Императорской гвардии (среди других)
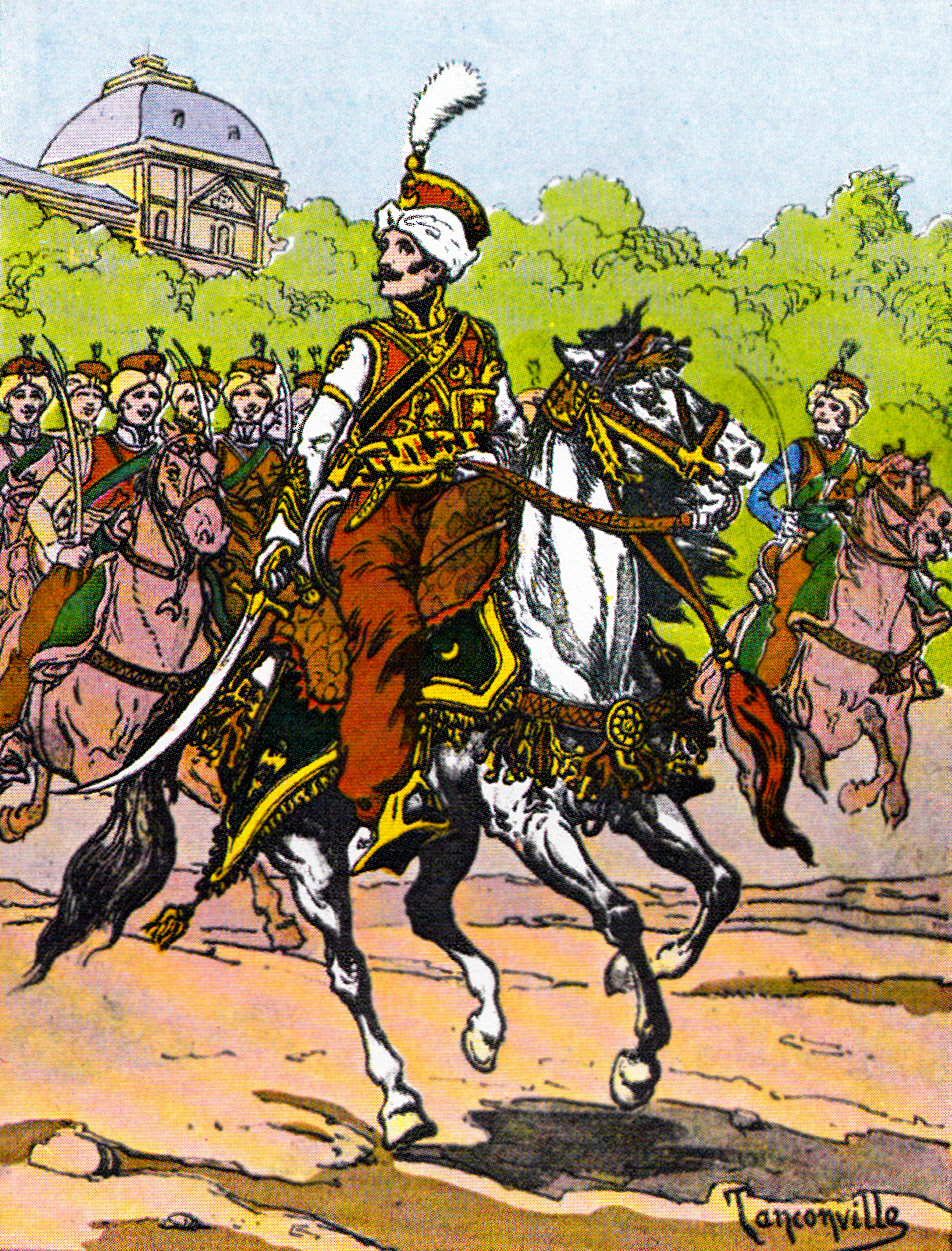
Франсуа Антуан Кирманн, шеф эскадрона Мамлюков Императорской гвардии.
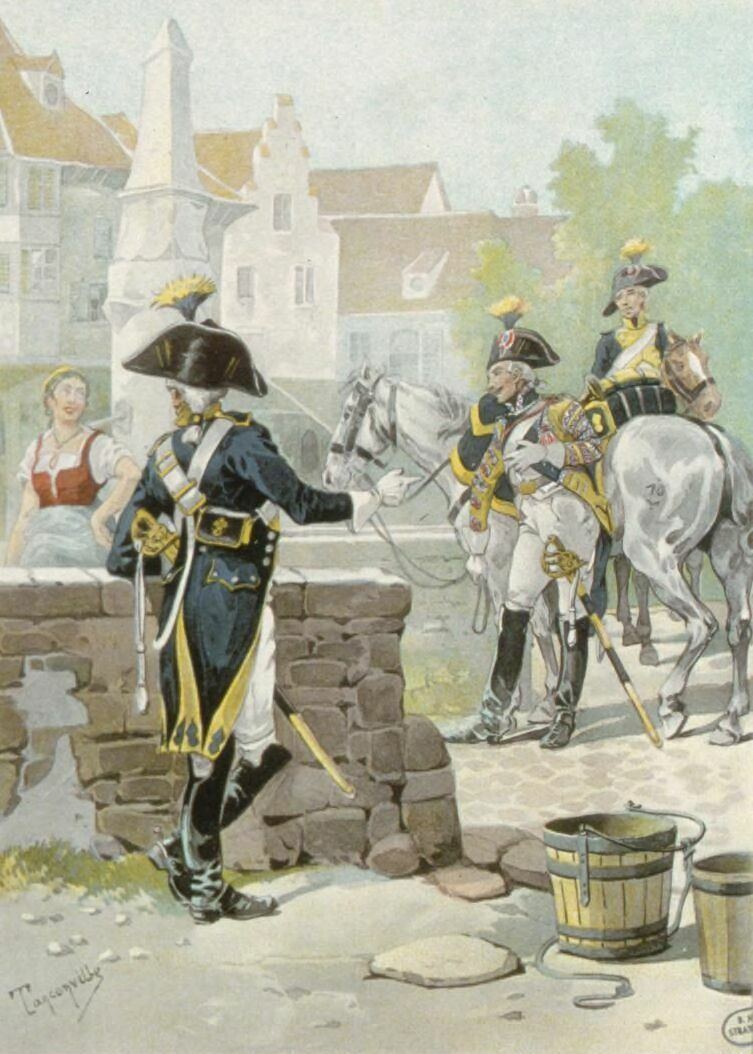
10-й Кольмарский кавалерийский полк, 1803
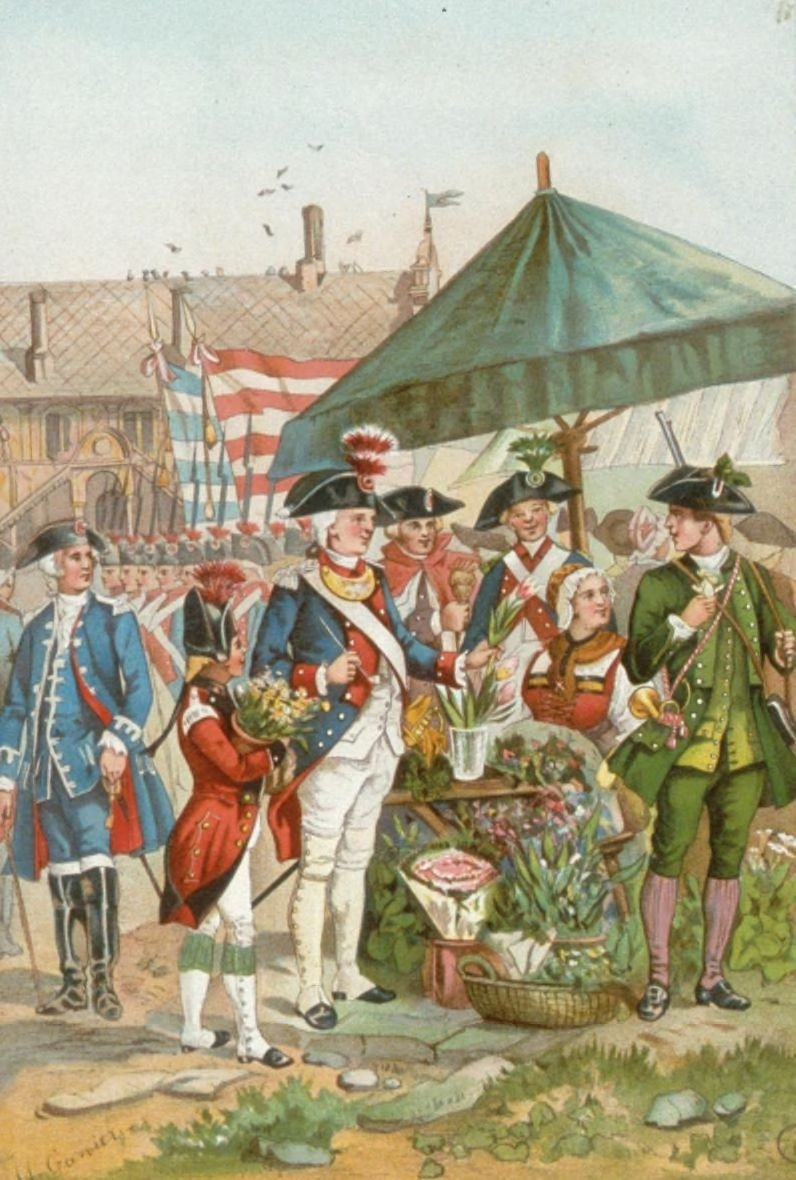
1790-е годы, французские республиканцы в Мюлузе
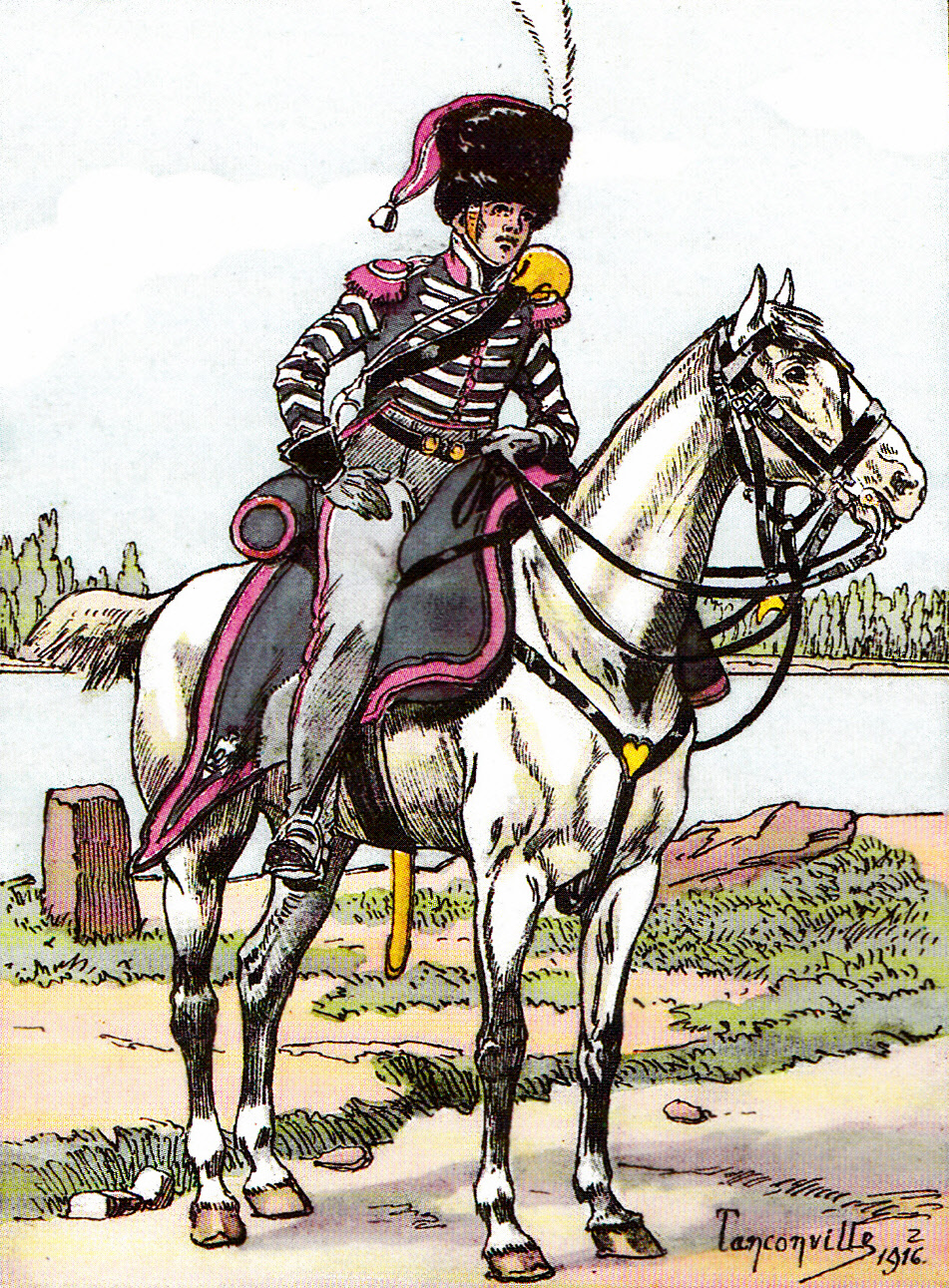
Трубач Гидов Страсбурга
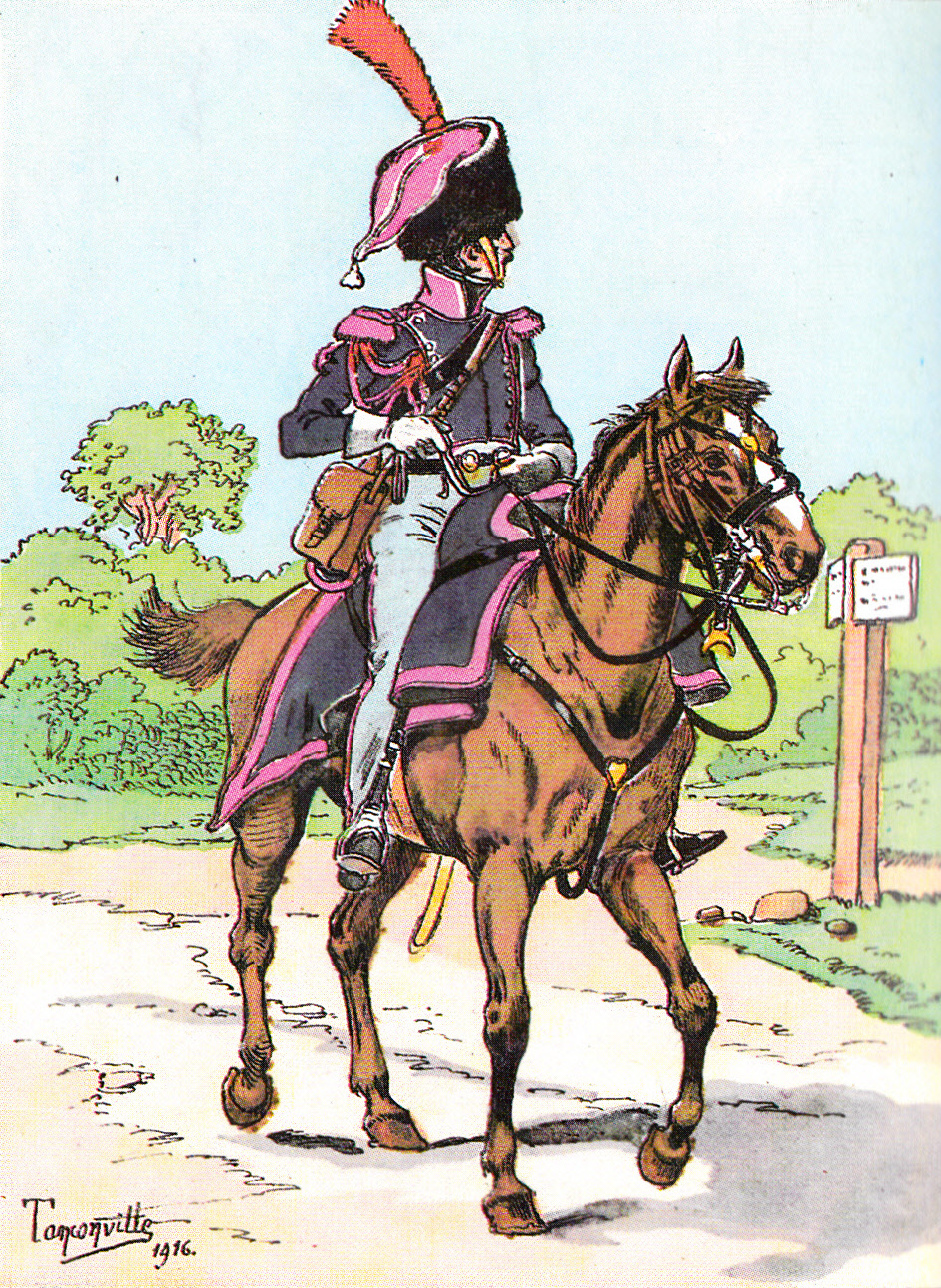
Страсбургский гид